# Республіка Воронячої вулиці
«Республіка Воронячої вулиці» (латис. «Vārnu ielas republika») — радянський дитячий героїко-пригодницький фільм, знятий режисером Адою Неретнієце на Ризькій кіностудії у 1970 році за мотивами творів письменника  Яніса Грізіньша.

## Сюжет
Дія фільму відбувається на ризькій околиці, в Грізінькалнсе, одному з робітничих районів, відразу після революції 1905 року. Хлопці Воронячої вулиці, чиї батьки працюють на найближчих заводах і фабриках, протистоять «Імперії Туліана» — групі хлопчиків, дітей крамарів, з сусідньої вулиці Лаук. Випадково в руках «республіканців» опинився саквояж, відданий ним на збереження незнайомцем, який тікав від погоні. У ньому хлопці знайшли червоний прапор, листівки і важкий залізний ящик, закритий на ключ. Це все належало підпільникам, яких Луріх і Янка прийняли за агентів охоронки. Про таємну знахідку стало відомо Туліану. За жменю цукерок він зумів заволодіти валізою, яку з великими зусиллями довелося повертати назад. В ящику був захований набірний друкарський шрифт, який через циркачів, пов'язаних з підпіллям, був відданий власникам. Поліції вдалося напасти на слід і заарештувати кількох людей, але основний групі вдалося втекти.

## У ролях
- Андріс Лієлайс — Луріх, ватажок республіканців
- Айнар Чівчс — Янка, ад'ютант
- Ангеліка Кралліша — Ельза, бойова дівчина
- Айвар Лієпіньш — Папуас, «дрібнота»
- Андріс Апініс — Пексіс, «шпигун» і «координатор» (озвучив Андрій Галкін)
- Вікторс Рієпша — Рудіс, «професор»
- Гіртс Берзіньш — Карленс
- Маріта Турке — Муціте
- Імантс Стродс — Вілліс, хлопчик з цирку
- Александрс Булдінскіс — Ліпс Туліан
- Велта Ліне — мати Янки
- Ельза Радзиня — мати Ельзи
- Марія Подгурська — «леді Мері», підпільниця
- Юріс Леяскалнс — Олексій
- Яніс Мелдеріс — Артур
- Евалдс Валтерс — чистильник взуття в міському парку

## Знімальна група
- Режисер: Ада Неретнієце
- Автор сценарію: Яніс Плотніекс
- Оператор: Зігурдс Дюдіньш
- Художник: Герберт Лікумс, Яніс Матісс
- Композитор: Маргеріс Заріньш